# Kurt Knoll (Linguist)
Kurt Knoll (* 29. Oktober 1889 in Parschnitz, Österreich-Ungarn; † 28. Juli 1959 in Wien) war ein österreichischer Anglist und deutscher SS-Standartenführer.

## Leben und Wirken
Der Sohn eines Fabrikdirektors stammt aus der Nähe von Trautenau im Königreich Böhmen. Er studierte und promovierte 1913 an der Universität Wien zum Dr. phil. Seit dem Studium gehörte er dem wehrhaften Verein Oppavia (später Landsmannschaft Oppavia Wien-Prag zu Marburg), einer deutschnationalen Studentenverbindung an. 1915 wurde er nach kurzem Besuch einer Offizierschule wegen seiner Kurzsichtigkeit für „frontdienstuntauglich“ erklärt. Beruflich war er zunächst als Mittelschullehrer tätig. 1921 wurde er Honorardozent für englische Sprache und 1931 außerordentlicher Professor an der Hochschule für Welthandel in Wien. Er war Vorstand des Instituts für englische Sprache und Auslandskunde und publizierte mehrere Schriften über Linguistik. Nach dem Anschluss Österreichs avancierte er 1939 an seiner Alma Mater in Wien zum ordentlichen Hochschulprofessor für englische Sprache und Kultur und wurde dort im Oktober 1939 zum Rektor ernannt. Außerdem war er von 1939 bis 1945 Gaudozentenführer des Nationalsozialistischen Deutschen Dozentenbundes (NSDDB) in Wien. Im November 1944 schied er aus dem Rektorat aus. Im Mai 1945 wurde er im Zuge der Entnazifizierung entlassen, 1950 in den dauernden Ruhestand versetzt.
Knoll beantragte am 22. Mai 1938 die Aufnahme in die NSDAP und wurde rückwirkend zum 1. Mai desselben Jahres aufgenommen (Mitgliedsnummer 6.142.003). Das Datum 1. Mai 1938, die Nummer im 6-Millionenbereich und seine Verwendung in sensiblen Funktionen (NSDB-Führer) sind Indizien für Knolls Betätigung als illegaler Nationalsozialist vor 1938. Er schloss sich auch der SS an (SS-Nummer 308.200) und wurde am 1. August 1940 zum SS-Obersturmbannführer befördert. 1944 war er SS-Standartenführer.